# 大西一弘
大西 一弘（おおにし かずひろ、）は、日本の経済学者、小説家、詩人、随筆家。博士（経済学）（大阪大学、2001年）。
ミクロ経済学、産業組織論、組織の経済学、国際経済学、公共経済学などの分野において学術論文を出版している。また、経済学、小説、俳句集などの著書も出版している。小泉今日子歌唱の歌のタイトル（なんてったってアイドル）命名により大賞を受賞したこともある。

## 著書リスト
- 公務員・公認会計士・不動産鑑定士・証券アナリスト試験対策：経済学に必要な数学（楽天ブックス、グーグルplay、アマゾン ASIN: B07DBSBTN2）
- すぐにわかる経済数学16：線形計画法（双対性）（グーグルplay、楽天ブックス、アマゾン ASIN: B07LDNVSBH）
- すぐにわかる経済数学15：線形計画法（グーグルplay、楽天ブックス、アマゾン ASIN: B07KPWVHVT）
- すぐにわかる経済数学14：行列式（グーグルplay、楽天ブックス、アマゾン ASIN: B07K7GTHT8）
- すぐにわかる経済数学13：行列（グーグルplay、楽天ブックス、アマゾン ASIN: B07JVHZG29）
- すぐにわかる経済数学12：差分方程式（グーグルplay、楽天ブックス、アマゾン ASIN: B07HL32CKK）
- すぐにわかる経済数学11：微分方程式（グーグルplay、楽天ブックス、アマゾン ASIN: B07GDM8QWN）
- すぐにわかる経済数学10：定積分（グーグルplay、楽天ブックス、アマゾン ASIN: B07F486JZX）
- すぐにわかる経済数学９：積分（グーグルplay、楽天ブックス、アマゾン ASIN: B07DN2VC34）
- すぐにわかる経済数学８：微分と最適問題（グーグルplay、楽天ブックス、アマゾン ASIN: B07D6F31QX）
- すぐにわかる経済数学７：偏微分（グーグルplay、楽天ブックス、アマゾン ASIN: B07D3QTY8H）
- すぐにわかる経済数学６：微分（グーグルplay、楽天ブックス、アマゾン ASIN: B07CSJY5ZB）
- すぐにわかる経済数学５：ベクトル（グーグルplay、楽天ブックス、アマゾン ASIN: B07C6VJ6Y8）
- すぐにわかる経済数学４：数列・級数（グーグルplay、楽天ブックス、アマゾン ASIN: B07BPL2WTN）
- すぐにわかる経済数学３：関数（グーグルplay、楽天ブックス、アマゾン ASIN: B073125BK3）
- すぐにわかる経済数学２：集合（グーグルplay、楽天ブックス、アマゾン ASIN: B01D5S88S4）
- すぐにわかる経済数学１：論理（グーグルplay、楽天ブックス、アマゾン ASIN: B01CLL47OA）
- 中学三年：英語（グーグルplay、楽天ブックス、アマゾン ASIN: B06W5LV8BC）
- 中学二年：英語（グーグルplay、楽天ブックス、アマゾン ASIN: B01NBA2B4M）
- 中学一年：英語（グーグルplay、楽天ブックス、アマゾン ASIN: B01LZAZZVH）
- 高校数学Ⅰ：集合・命題・証明（グーグルplay、楽天ブックス、アマゾン ASIN: B01GYZRLXS）
- 高校数学Ⅱ：微分・積分（グーグルplay、楽天ブックス、アマゾン ASIN: B01BWMGVAW）
- 高校数学Ⅲ：微分法（グーグルplay、楽天ブックス、アマゾン ASIN:  B01A4CBB4C）
- Firms' Strategic Decisions: Theoretical and Empirical Findings, Volume 3. Editor: Kazuhiro Ohnishi. Chapter authors: Abdelhakim Hammoudi, Alokesh Barua, Bishwanath Goldar, Chu-chuan Hsu, Flavio Delbono, Jen-Yao Lee, Kaliappa Kalirajan, Kazi Arif Uz Zaman, Kazuhiro Ohnishi, Kit Pong Wong, Leonard F. S. Wang, Lili Xu, Luca Lambertini, Margarida Catalão-Lopes, Muskaan Narang, Nataliya Kalashnykova, Qaisar Iqbal, Sang-Ho Lee, Sergii Kavun, Siti Hasnah Hassan, Tunç Durmaz, Vyacheslav V. Kalashnikov. Bentham Science Publishers, March 2018.
- Firms' Strategic Decisions: Theoretical and Empirical Findings, Volume 2. Editor: Kazuhiro Ohnishi. Chapter authors: Abdelhakim Hammoudi, Achintya Ray, Chenhang Zeng, Chu-chuan Hsu, Daniel Flores Curiel, DongJoon Lee, Eric Giraud-Héraud, Francesco Trivieri, Kazuhiro Ohnishi, Leonard F. S. Wang, Mariarosaria Agostino, Nataliya Kalashnykova, Olexandr Cherevko, SangHeon Han, Sang-Ho Lee, Sergii Kavun, Seung-Leul Kim, Vitaliy V. Kalashnikov Jr., Vyacheslav V. Kalashnikov, Wassim Benhassine, Weiwei Wu, X. Henry Wang, YongHoon Choi. Bentham Science Publishers, June 2016.
- Firms’ Strategic Decisions: Theoretical and Empirical Findings, Volume 1. Editor: Kazuhiro Ohnishi. Foreword: Leonard F. S. Wang. Chapter authors: Mariarosaria Agostino, Aarón Arévalo Franco, Felipe J. Castillo Pérez, Daniel Cracau, Marc Escrihuela-Villar, Vitaliy V. Kalashnikov Jr., Vyacheslav V. Kalashnikov, Kaliappa Kalirajan, Tatsuya Kikutani, DongJoon Lee, Tatsuhiko Nariu, Kazuhiro Ohnishi, Craig R. Parsons, Sabrina Ruberto, Shunsuke Shimizu, Kanhaiya Singh, Francesco Trivieri, Kaoru Ueda. Bentham Science Publishers, March 2015.
- 経済・経営数学入門（上）（楽天ブックス、アマゾン ASIN: B00QUSFCX6）
- 経済・経営数学入門（中）（楽天ブックス、アマゾン ASIN: B00QVKQJ4E）
- 経済・経営数学入門（下）（楽天ブックス、アマゾン ASIN: B00QW88GS2）
- 海外旅行・ホームステイ・留学で役に立つ英会話：発音のカタカナ表記付き（楽天ブックス、グーグルplay、アマゾン ASIN: B00I21NYSY）
- 海外旅行・ホームステイ・留学で役に立つ英会話（楽天ブックス、グーグルplay、アマゾン ASIN: B00HULK55W）
- ミクロ経済学入門１：ミクロ経済学の方法（楽天ブックス、グーグルplay、アマゾン ASIN: B00GJJFY3Y）
- ミクロ経済学入門２：消費者行動（楽天ブックス、グーグルplay、アマゾン ASIN: B00GU5FF72）
- ミクロ経済学入門３：消費者需要理論（楽天ブックス、グーグルplay、アマゾン ASIN: B00H1E1YN0）
- ミクロ経済学入門４：企業行動（楽天ブックス、グーグルplay、アマゾン ASIN: B00H9B5HIS）
- ミクロ経済学入門５：短期及び長期の企業行動（楽天ブックス、グーグルplay、アマゾン ASIN: B00HL0GFHY）
- ミクロ経済学入門６：完全競争市場（楽天ブックス、グーグルplay、アマゾン ASIN: B00ICK6UTA）
- ミクロ経済学入門７：不完全競争（楽天ブックス、グーグルplay、アマゾン ASIN: B00K9ZV4SI）
- ミクロ経済学入門８：ゲーム理論（楽天ブックス、グーグルplay、アマゾン ASIN: B00KHX6OAK）
- ミクロ経済学入門９：市場の失敗（楽天ブックス、グーグルplay、アマゾン ASIN: B00KW359TW）
- ミクロ経済学入門10：一般均衡分析（楽天ブックス、グーグルplay、アマゾン ASIN: B00M54642C）
- ミクロ経済学入門11：不確実性と非対称情報（楽天ブックス、グーグルplay、アマゾン ASIN: B00QERKNVY）
- 新しい選挙（グーグルplay、楽天ブックス、アマゾン ASIN: B00G2CMSV4）
- 企業の参入阻止行動（楽天ブックス、グーグルplay、アマゾン ASIN: B00FUYXRKG）
- 公務員・公認会計士・不動産鑑定士試験対策：経済学に必要な数学（楽天ブックス、グーグルplay、アマゾン ASIN: B00FNF9E90）
- 陸上１００ｍ走の記録はどこまで伸びるか？（グーグルplay、楽天ブックス、アマゾン ASIN: B00F5GV9Z4）
- 大阪理論（楽天ブックス、グーグルplay、アマゾン ASIN: B00EMN9976）
- 続大阪理論（楽天ブックス、グーグルplay、アマゾン ASIN: B00EUF4SJA）
- 続々大阪理論（楽天ブックス、グーグルplay、アマゾン ASIN: B00FFJATIY）
- 東京理論（楽天ブックス、グーグルplay、アマゾン ASIN: B00EZ7PA86）
- 国産米の未来（楽天ブックス、グーグルplay、アマゾン ASIN: B00BV7PKQA）
- 新しい野球（楽天ブックス、グーグルplay、アマゾン ASIN: B00BOG1RBA）
- 帰路（アマゾン ASIN: B00CDXFHYG）
- 経済数学入門１：論理（楽天ブックス、グーグルplay、アマゾン ASIN: B00AT6PSAM）
- 経済数学入門２：集合（楽天ブックス、グーグルplay、アマゾン ASIN: B00AUV8NEY）
- 経済数学入門３：関数（楽天ブックス、グーグルplay、アマゾン ASIN: B00AWWYLQA）
- 経済数学入門４：数列（楽天ブックス、グーグルplay、アマゾン ASIN: B00AZO95SY）
- 経済数学入門５：ベクトル（楽天ブックス、グーグルplay、アマゾン ASIN: B00B1W3XFU）
- 経済数学入門６：微分（楽天ブックス、グーグルplay、アマゾン ASIN: B00B61M1UO）
- 経済数学入門７：偏微分（楽天ブックス、グーグルplay、アマゾン ASIN: B00BA25VZG）
- 経済数学入門８：微分と最適問題（楽天ブックス、グーグルplay、アマゾン ASIN: B00BENOAO4）
- 経済数学入門９：積分（楽天ブックス、グーグルplay、アマゾン ASIN: B00BHJR8OY）
- 経済数学入門10：定積分（楽天ブックス、グーグルplay、アマゾン ASIN: B00BLQ9XSM）
- 経済数学入門11：微分方程式（楽天ブックス、グーグルplay、アマゾン ASIN: B00C1WNZAM）
- 経済数学入門12：差分方程式（楽天ブックス、グーグルplay、アマゾン ASIN: B00C92Z70A）
- 経済数学入門13：行列（楽天ブックス、グーグルplay、アマゾン ASIN: B00CLWPVYA）
- 経済数学入門14：行列式（楽天ブックス、グーグルplay、アマゾン ASIN: B00CQROL14）
- 経済数学入門15：線型計画法（楽天ブックス、グーグルplay、アマゾン ASIN: B00D00XRIE）
- 経済数学入門16：線型計画法（双対性）（楽天ブックス、グーグルplay、アマゾン ASIN: B00D4U4BPS）
- 経済数学入門17：確率（楽天ブックス、グーグルplay、アマゾン ASIN: B00DOPHOOS）
- 経済数学入門18：ゲーム理論（楽天ブックス、グーグルplay、アマゾン ASIN: B00DSQL1XS）
- 経済数学入門19：繰り返しゲーム（楽天ブックス、グーグルplay、アマゾン ASIN: B00DXGYPKO）
- 経済数学入門20：協力ゲーム（楽天ブックス、グーグルplay、アマゾン ASIN: B00E3MNG3O）
- 経済数学入門21：確率分布（楽天ブックス、グーグルplay、アマゾン ASIN: B00E6ZW0EE）
- 経済数学入門22：統計学（楽天ブックス、グーグルplay、アマゾン ASIN: B00EAU0FWE）
- 経済数学入門23：推測統計学（楽天ブックス、グーグルplay、アマゾン ASIN: B00EGP347G）
- 宇宙と生命（楽天ブックス、グーグルplay、アマゾン ASIN: B00AEDVG1U）
- 千の夏（楽天ブックス、グーグルplay、アマゾン ASIN: B00A04QDYI）
- 雪の日（楽天ブックス、グーグルplay、アマゾン ASIN: B00A1DO8LI）
- 事始め（楽天ブックス、グーグルplay、アマゾン ASIN: B00A3FUCN2）
- 生きている（楽天ブックス、グーグルplay、アマゾン ASIN: B00A6L2X44）
- 赤い陽（楽天ブックス、グーグルplay、アマゾン ASIN: B00AFZFGBI）
- ユウタ号、発進！（楽天ブックス、グーグルplay、アマゾン ASIN: B00AKIO5OO）
- カレーライス（楽天ブックス、グーグルplay、アマゾン ASIN: B00AKIO7UQ）
- じてんちゃにのって（楽天ブックス、グーグルplay、アマゾン ASIN: B00ALGIXLQ）
- ある火山の話（楽天ブックス、グーグルplay、アマゾン ASIN: B00ALGIH6W）
- ぞうりとばし（楽天ブックス、グーグルplay、アマゾン ASIN: B016511ZF6）
- プロレスごっこ（楽天ブックス、グーグルplay、アマゾン ASIN: B00ALGIJI8）
- 雪の日（楽天ブックス、グーグルplay、アマゾン ASIN: B00AM1RA2S）
- 俺の妹の恋人（楽天ブックス、グーグルplay、アマゾン ASIN: B00ALGIU8M）
- 子供の小説集（楽天ブックス、グーグルplay、アマゾン ASIN: B00A1DO8LI）
- 青い桃（楽天ブックス、グーグルplay、アマゾン ASIN: B00AM1R92Y）
- 大阪論（2009年11月20日、ISBN 9784434139413）
- 半ズボン（2007年3月1日、ISBN 9784434103209）
- 有限大（2009年1月20日、ISBN 9784434127984）